# تاتیانا پروروچنکو
تاتیانا پروروچنکو (روسی: Татьяна Пророченко؛ زادهٔ ۱۵ مارس ۱۹۵۲ – درگذشته ۱۱ مارس ۲۰۲۰) دونده اهل اتحاد جماهیر شوروی سوسیالیستی بود. از افتخارات وی میتوان به کسب مدال طلا ۴×۴۰۰ متر امدادی در بازی‌های المپیک تابستانی ۱۹۸۰ اشاره کرد.